# Juan Carlos Yoldi Múgica
Pour les articles homonymes, voir Múgica.
Juan Carlos Yoldi Múgica est un avocat et militant politique espagnol. Il a été parlementaire sous la bannière d'Herri Batasuna et a été membre de l'organisation séparatiste Euskadi ta Askatasuna (ETA).

## Biographie
Il est né dans une famille de fermiers et abertzale. Un frère et une sœur Juan Carlos Yoldi ont aussi milité à ETA.
À 15 ans Yoldi a été protagoniste d'un événement mortel dont dans tous les médias du pays ont parlé. Un jeune de son âge appelé Fermín Arratíbel a été retrouvé mort dans la montagne près d'Ataun après que ses amis donnent l'alerte en disant qu'il a été tué accidentellement tandis qu'il manipulait un pistolet dans la montagne. Les 4 jeunes qui se trouvaient avec lui au moment de l'accident se sont enfuis, dont Juan Carlos Yoldi. Initialement les milieux de la police et de la presse ont conduit à l'hypothèse que les jeunes intégraient un commando juvénile d'ETA s'entrainant au moment de l'accident. Ces jeunes se rendent volontairement aux autorités une semaine plus tard et donnent une version de l'explication en disant qu'ils avaient trouvé le pistolet dans une grotte et que l'un d'eux avait tué accidentellement Fermín en jouant avec l'arme trouvée. L'affaire a été classé, tous étant mineurs à l'époque,.
Durant les années suivantes, il a suivi une formation professionnelle dans l'institut de Beasain, mais n'a pas eu le diplôme d'ajusteur et s'est consacré aux tâches agricoles de la ferme familiale.
En juin 1985, Yoldi est réapparu dans la presse : il a été arrêté comme membre présumé d'un commando d'ETA qui avait commis des attentats terroristes contre des infrastructures ferroviaires dans le secteur du Goierri (Guipuscoa).
En prison préventive il a été inclus dans les listes électorales de Herri Batasuna au Parlement basque et a été élu parlementaire basque pour le Guipuscoa dans les élections autonomes de 1986. Dans un geste que dans beaucoup ont considéré comme une provocation, il s'est présenté comme candidat à Lehendakari par Herri Batasuna, étant le seul candidat contre le futur lehendakari José Antonio Ardanza (PNB) dans la session d'investiture.
Le cas Yoldi a été un motif au début de 1987 d'une certaine polémique juridico-politique. Tout d'abord pour savoir si on devait le sortir de la prison pour aller à la session d'investiture et postérieurement sur quelle cour avait des compétences pour le juger (soit le Tribunal Supérieur du Pays basque, qui avait déjà initié son cas, soit le Tribunal Suprême, qui est celui qui d'ordinaire doit juger les aforados (membres du for)).
Après avoir précisément retardé la session d'investiture jusqu'à ce que la magistrature prenne une décision à ce sujet, Yoldi a été autorisé à abandonner sous escorte la prison et aller à la session d'investiture où sa candidature a été rejetée. Il est immédiatement retourné en prison et n'est jamais retourné à aucune autre session du Parlement.
Le 10 juin 1987, il a été condamné à 25 années de prison pour appartenance à une bande armée, détention d'armes de guerre et dommages avec blessions graves. En avril 1988, sa sentence est devenue ferme et il a dû céder son poste de parlementaire à son compagnon de parti José Luis Elkoro.
Après avoir passé 16 années en prison, il est libéré au début 2000. Pendant sa captivité, il a obtenu le diplôme de Droit et depuis sa libération exerce en tant qu'avocat.
Sa sœur Sagrario a été extradée à l'Espagne en 2001 pour collaboration avec ETA,.
Plus tard, Juan Carlos Yoldi a figuré dans certaines des candidatures illégales de la gauche abertzale et est apparu comme représentant et avocat de l'association Torturaren Aurkako Taldea (Association contre la torture en euskara).

### Sources et bibliographie
- (es) Cet article est partiellement ou en totalité issu de l’article de Wikipédia en espagnol intitulé « Juan Carlos Yoldi » (voir la liste des auteurs).
- (fr) Jean Chalvidant, ETA : L'enquête, éd. Cheminements, coll. « Part de Vérité », octobre 2003, 426 p. (ISBN 978-2-84478-229-8)
- (es) José María Benegas, Diccionario de Terrorismo, Madrid, Espasa Calpe, coll. « Diccionario Espasa », novembre 2004, 920 p. (ISBN 978-84-670-1609-3)
- (fr) Jacques Massey, ETA : Histoire secrète d'une guerre de cent ans, Paris, Flammarion, coll. « EnQuête », février 2010, 386 p. (ISBN 978-2-08-120845-2)
- (es) El Pais Un ajustador convencido de las tesis duras de ETA Militar, Édition du 20-02-1987, par : José Luis Barberia. (Un ajusteur convaincu des thèses dures de Eta Militaire)